# Rochedo Belchin
O Rochedo Belchin (em búlgaro:  скала Белчин, ‘Skala Belchin’ ska-'la bel-'chin) é um rochedo fora da costa norte da Ilha Livingston nas Ilhas Shetland do Sul, Antártica situado na Baía do Herói 2,2 km (1,4 mi) a nordeste do Promontório Siddons e a 2 km (1,2 mi) ao norte do Promontório Melta.
O rochedo recebeu o nome do assentamento de Belchin na Bulgária ocidental.

## Localização
O Rochedo Belchin está localizado nas 62° 31′ 37″ S, 60° 24′ 26″ O. O mapeamento búlgaro foi feito em 2009 e 2010.

## Mapa
- L.L. Ivanov. Antártica: Ilha Livingston e Ilhas Greenwich, Robert, da Neve e Smith. Scale 1:120000 topographic map.  Troyan: Manfred Wörner Foundation, 2009.  ISBN 978-954-92032-6-4

## Ligações Externas
- Rochedo Belchin.